# Чентро 5 (Рим)
Чентро 5 је насеље у Италији у округу Рим, региону Лацио.
Према процени из 2011. у насељу је живело 48 становника. Насеље се налази на надморској висини од 7 м.